# Jana Majed
Jana Majed (ur. 1992) – libańska lekkoatletka, tyczkarka.

## Osiągnięcia
- brązowy medal Mistrzostw Azji Zachodniej (Aleppo 2010)[1][2].

## Rekordy życiowe
- Skok o tyczce – 2,10 (2011) rekord Libanu[3]